# مسيحيون يهود
المسيحيون اليهود أو المسيحيون العبريون أو اليهود المسيحيون عبارة يشار بها إلى المسيحية المبكرة، فقد كان يسوع وتلاميذه وعائلته وشيوخ الدين وكل أتباعه الأوائل تقريبًا من اليهود أو المتحولين إلى اليهودية.

## جماعات مسيحية يهودية قديمة

### الناصريون
الناصريون هم طائفة مسيحية يهودية قديمة، ورد ذكرها للمرة الأولى في سفر أعمال الرسل في العهد الجديد حين اتُهم بولس الطرسوسي بأنه زعيم طائفة الناصريين. بعدئذ، استخدم الاسم للإشارة إلى أتباع يسوع الناصري كما لا يزال يطلق عليهم في العبرية נוֹצְרִי. ولكن خلال القرون الأربعة الميلادية الأولى، أطلق هذا المصطلح على طائفة من أتباع يسوع كانوا أقرب لليهودية من باقي المسيحيين، حسبما سمّأهم إبيفانيوس السلاميسي، وكذلك فعل جيروم وأوغسطينوس من بعده. ميّز هؤلاء بين الناصريون الذين تواجدوا في زمانهم وبين أولئك الذين ذكروا في سفر أعمال الرسل، حين وجّه تيرتولوس إتهامه لبولس الطرطوسي في قيصرية عاصمة مقاطعة يهوذا الرومانية أمام أنطونيوس فيلكس بزعامته لطائفة الناصريين.

### الإبيونيون
الإبيونية (باليونانية: Ἐβιωναῖοι)‏ (مشتقة من الكلمة العبرية: אביונים؛ إبيونيم، والتي تعني «فقير» أو «فقراء»)، هو مصطلح آباء الكنيسة للإشارة إلى حركة مسيحية يهودية تواجدت في العصور الأولى للمسيحية، كانت تنظر إلى يسوع على أنه الماشيح وتنكر ألوهيته، وتصر على إتباع الشريعة اليهودية، ولا يؤمنون إلا بأحد الأناجيل المسيحية اليهودية، ويبجّلون يعقوب البار.
ذكر بعض آباء الكنيسة في كتاباتهم أن الإبيونيين اهتمّوا بإتّباع وصايا موسى، واعتبروا أورشليم أقدس المدن، وقصروا الكشروت على الأمميين المتحولين إلى اليهودية. ذكر إبيفانيوس السلاميسي أن الإبيونيين بالغوا في ممارسة الميكفاه، وزعموا أن المسيح هو الروح القدس الذي تجسّد في شخص يسوع الذي تبنّاه الرب، وعارضوا التضحية بالقرابين الحيوانية، وعارضوا أجزاء من الشرائع الموسوية ومارسوا عادات الختان والسبت اليهودي. كما رفضوا العديد من تعاليم العقيدة النيقية مثل أزلية المسيح وطبيعته اللاهوتية الناسوتية وصلبه ليفدي البشر وقيامته الجسدية من قبره، وآمنوا بوحدانية الإله وناسوتية يسوع الابن البيولوجي لمريم العذراء الذي اختاره الرب لتقواه ليكون نبيًا ماشيحًا مثل موسى عندما مسحه الروح القدس بالزيت عند معموديته، واعتقدوا بأن قوة إلهية حلت على المسيح عند معموديته، ولكن هذه القوة الإلهية فارقت يسوع على الصليب.

## جماعات باقية تعود إلى أصولها إلى اليهودية والمسيحية المبكرة

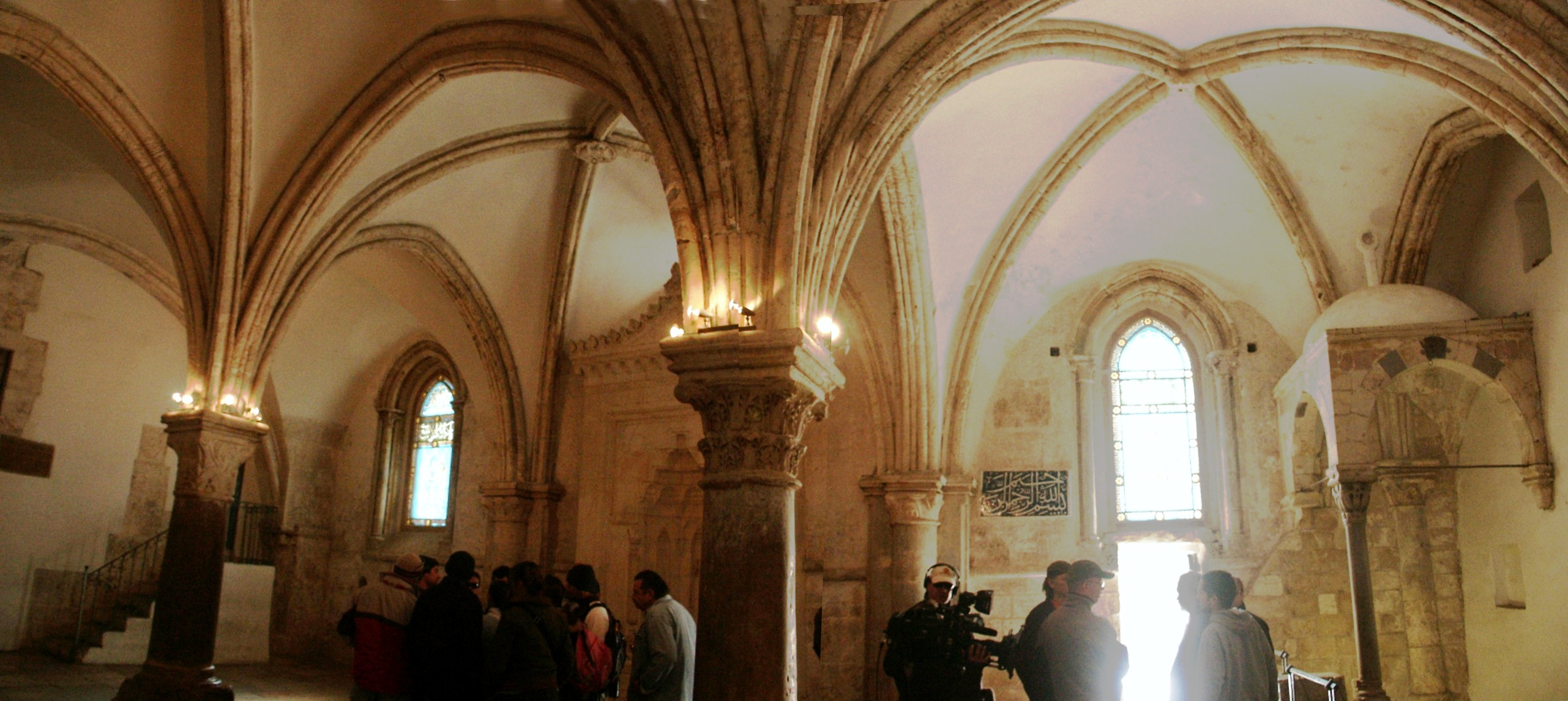
عليّة صهيون، حيث تم العشاء الأخير والعنصرة، وكانت مركز المسيحية المبكرة الأول.

ترتبط العديد من الجماعات المسيحية في الهند، وسوريا، ولبنان، وإسرائيل / الأراضي الفلسطينية وتركيا تقليديًا ببعض التراث اليهودي المسيحي (مثل الختان وتقاليد الزواج وطقوس الدفن) الذي يعود إلى القرن الأول. الكنيسة السريانية الأرثوذكسية، والكنيسة الأنطاكية الأرثوذكسيّة وكنيسة الروم الملكيين الكاثوليك هي من الكنائس المسيحيّة المعروفة التي يعود أصول أتباعها إلى عصور المسيحية المبكرة.
كل من هذه الكنائس الثلاثة يعود غالبية معتنقها إلى أصول يهودية، أو عربيّة أو إغريقيّة أو سريانيّة. الكنيسة السريانية الأرثوذكسية تتبع التقاليد المسيحية السريانية وطقوس القداس الذي يحتفل باللغة السريانية وما تزال الكنيسة تحمل بعض العادات التي تعتبر اليوم طقوس يهودية بحتة.
اليوم، ترتبط بعض الأسر المسيحية المشرقية بنسب مع اليهود المسيحيين الأوائل ويعود أصولهم إلى عصور المسيحية المبكرة ويتواجدون في مدن مثل أنطاكية، ودمشق، والقدس، وبيت لحم، والناصرة وفي منطقة الجليل. بعض هذه الأسر تحمل ألقاب مثل حنا، حنانيا، صهيون، إلياس، منسّى، سليمان، يواكيم، زكريا وغيرها.

## يهود تحولوا إلى المسيحية

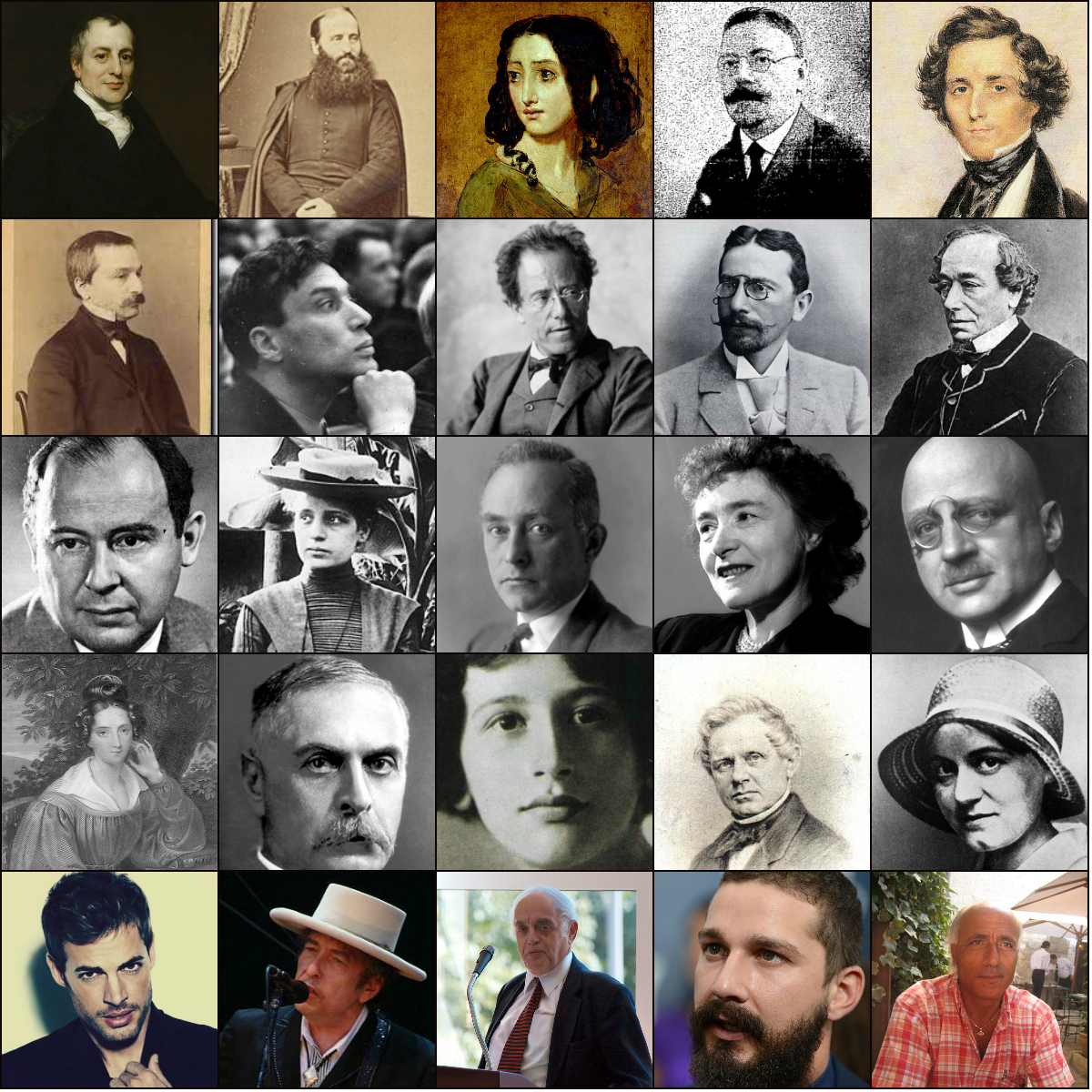
مجموعة صور لمشاهير يهود تحولوا إلى المسيحية.

تشير الموسوعة اليهودية إلى بعض الإحصاءات عن تحول اليهود إلى البروتستانتية والكاثوليكية، والمسيحية الأرثوذكسية (التي تسميها «الكاثوليكية اليونانية»). اعتنق حوالي 2,000 من يهود أوروبا المسيحية في كل عام خلال القرن التاسع عشر، ولكن في 1890 وكان العدد أقرب إلى 3,000 سنويًا، و 1,000 في هنغاريا والنمسا (غاليسيا)، 1,000 في روسيا فضلًا عن (بولندا وبيلاروسيا وأوكرانيا وليثوانيا)، و500 في ألمانيا (بوسن)، والباقي في العالم الإنجليزي. شهد القرن التاسع عشر تحول 250,000 يهودي على الأقل للديانة المسيحية وفقا للسجلات الموجودة.
حاليًا يعيش في الأرجنتين 64,000 كاثوليكي من أصول يهودية، كما ويتواجد في إسرائيل حوالي 40,000 من المسيحية الكاثوليك ذوي الأصول اليهودية، وينتمون إلى الطقس اليهودي العبري ، إضافة إلى الآلآف من اليهود الإسرائيليين ممن اعتنقوا المسيحية ويتوزعون بين البروتستانتية التقليدية والإنجيلية.
كشف استطلاع من مركز بيو للدراسات وللرأي اجري بين يهود أمريكا في أكتوبر 2013 ونشرته صحيفة «هارتس»، نقلا عن «نيو يورك تايمز»، كشف عن ارتفاع عدد المسيحيون من خلفية يهودية وبين الاستطلاع انه يقطن في الولايات المتحدة 1,600,000 يهودي تحول للمسيحية أو مسيحي من خلفية يهودية. وفقًا لدراسة نشرت عام 2014 من قبل مركز بيو للأبحاث، فإن 19% ممن قالوا إنهم نشأوا يهودًا في الولايات المتحدة ، يعتبرون أنفسهم مسيحيين. بحسب إحصائية تعود لعام 2012 وجدت أن 17% من يهود روسيا يعتنقون الديانة المسيحية؛ الغالبية منهم تتبع مذهب الكنيسة الروسية الأرثوذكسية.
تشير الدراسات أن حوالي 19.3% من الإسبان والبرتغاليين الكاثوليك هم سليلي ذريَّة وأسر يهودية سفاردية في شبه الجزيرة الإيبيرية الذين اعتنقوا الكاثوليكية طوعًا أو قسرًا في القرن الرابع عشر والقرن الخامس عشر. وتشير التقديرات إلى ما لا يقل عن 10% من سكان أمريكا اللاتينية ممن تنحدر أصولهم إلى شبه الجزيرة الإيبيرية هم من أصول يهودية سفاردية.
تشمل قائمة اليهود المتحولين للمسيحية العديد من الشخصيات التي تركت آثر في التاريخ منهم موسيقيين أمثال فيلكس مندلسون، وغوستاف مالر، وأرنولد شوينبيرج، وفلاسفة أمثال إدموند هوسرل، وإديت شتاين، وسيمون فايل، ومورتيمر أدلر، وسياسيين أمثال بينجامين دزرائيلي وروبرت موسباكر وأدباء وشعراء أمثال راحيل فارنهاجن، وهاينرش هاينه، ولورنزو دابونتي، ورومان ياكوبسون، وعلماء أمثال غوستاف ماغنوس، وجون فون نيومان، وليز مايتنر، وليوبلد كرونكر، ودافيد ريكاردو، وأبرام يوفي، وأوتو لوبارش، وأبراهام سموالوفيتش بيسيكوفيتش وحاصلين على جائزة نوبل أمثال بوريس باسترناك، وفريتز هابر،:33 وجرتي كوري، وكارل لاندشتاينر، وماكس بورن، وفولفغانغ باولي، ويوجين ويغنر، ودنيس غابور، ومشاهير أمثال بوب ديلن، وشيا لابوف، وويليام ليفي، وجاد المالح، ورجال أعمال أمثال جوليوس رويتر، ومارسيل داسو، وبوريس بيريزوفسكي، ولاعبي الشطرنج أمثال لويس راميريز دي لوسينا، وزيغبرت تاراش وغيرهم آخرين.

## مسيحيون يهود معاصرون

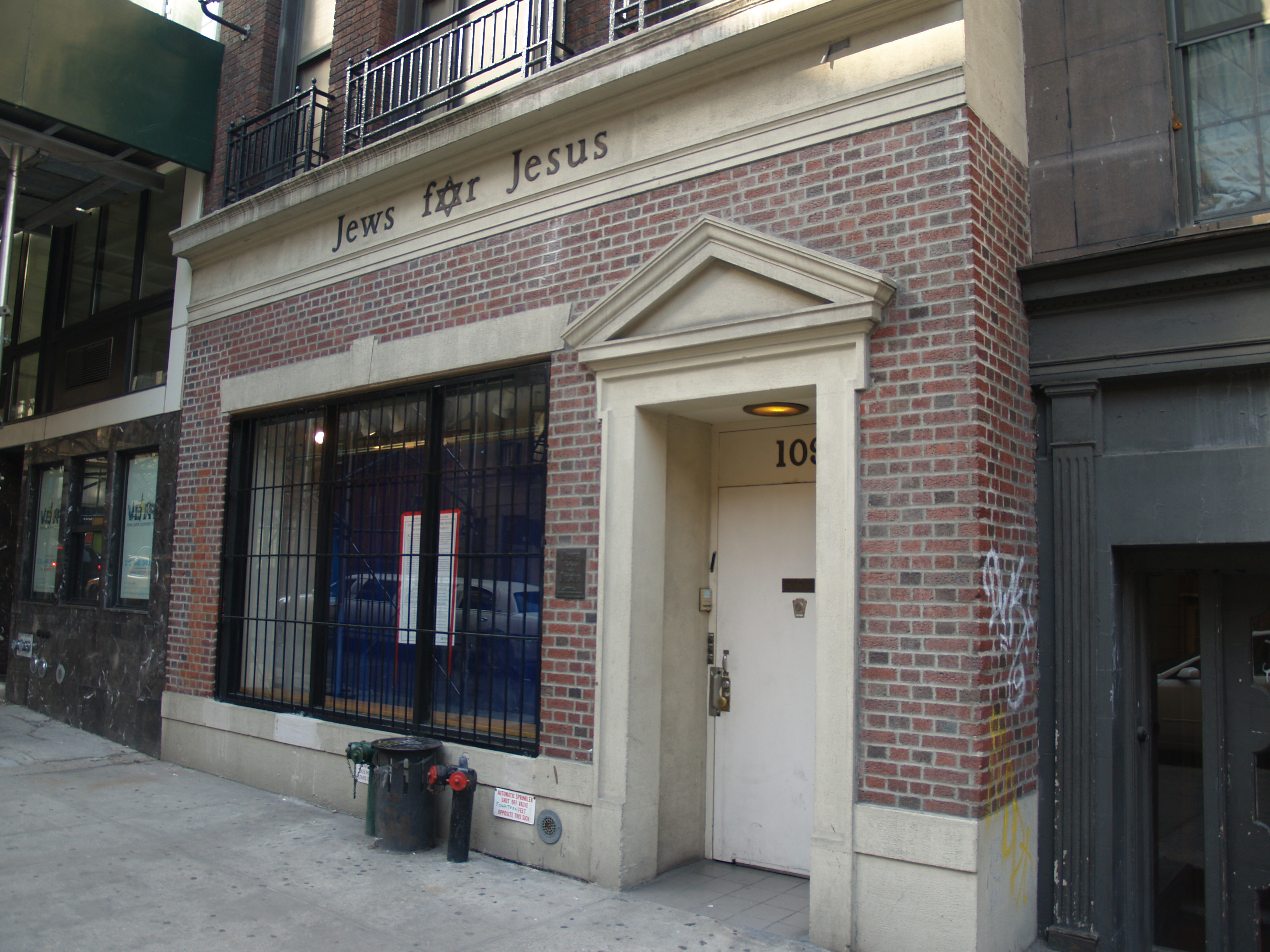
كنيسة يهوديّة ميسيانيّة في مدينة نيويورك.

اليهود المسيحيين هم يهود عرقيًا وإثنيًّا الذين تحولوا إلى الديانة المسيحية. وهم في الغالب أعضاء في الكنيسة الكاثوليكية والبروتستانتية، وتم استيعابهم ثقافيًا بشكل عام في صلب التيار المسيحي المركزي، على الرغم من أنّ بعض هذه الجماعات المسيحية اليهودية تحتفظ بشعور قوي تجاه هويتها اليهودية. بعض هؤلاء اليهود المسيحيين يعرّفون أنفسهم على أنهم مسيحيون عبرانيون. أحد الأمثلة على ذلك هو مسيحيين بني ماكير في أندونيسيا. مثال آخر مسيحيون مار توما في الهند المرتبطين تقليديًا ببعض التراث اليهودي المسيحي الذي يعود إلى المسيحية المبكرة.
تستعمل أيضًا العبارة مسيحيون يهود للإشارة إلى مذاهب دينية جديدة تجمع بين اليهودية والمسيحية. داخل الديانة المسيحية هناك عدد من الجماعات التوفيقية أبرزها الكاثوليك العبرانيين (بالعبرية: עברים קתולים) وهي حركة كاثوليكية يَتّكون أتباعها من اليهود المتحولين إلى الكنيسة الرومانية الكاثوليكية. تُبقي الحركة على التقاليد والثقافة اليهودية في ضوء المذهب الكاثوليكي وهي تؤمن بالعقائد الكاثوليكية بشكل كامل وهي بتواصل كامل مع الفاتيكان. فضلًا عن الجوئتا (بالإسبانيّة: Chueta؛ بالكاتالانية:Xuetes) وهي مجموعة اجتماعية دينية في جزيرة مايوركا، وهم أحفاد اليهود الذين تحولوا إلى المسيحية طوعًا أو قسرًا. مارست الجماعة تقاليد صارمة منها زواج الأقارب، كما أن العديد من ذريتهم ما تزال تمارس مسيحية الجوئتا وهي تيار مسيحي توفيقي جزء من التيار الكاثوليكي المركزي. داخل المسيحية البروتستانتية ظهرت جماعات مسيحية-يهودية توفيقية أبرزها اليهود المسيانيين (بالعبريّة: יְהוּדִים מָשִׁיחַיים) وهي حركة إنجيلية بروتستانتية تؤكد على العنصر «اليهودي» في الإيمان المسيحي ويتكون أتباعها من اليهود المؤمنين بالمسيح ويعتبر اليهود المسيانيين حركة يهودية عرقيًا مسيحية دينيًا.
داخل الديانة اليهودية أبرز المجتمعات اليهودية-مسيحية توفيقية هي كل من بني موشيه (بالعبرية: בני משה) والمعروفين أيضًا باسم يهود الإنكا، ومجتمع السوبوتنيكم (بالعبرية:סוּבּוֹתְניקים؛ بالروسية: Субботники) والتي تعني حرفيًّا السبتيين، وطائفة يهود سان نيكاندرو هي طائفة صغيرة تنحدر من عدد من الأسر غير اليهوديّة التي تحولت لليهودية في القرن الخامس عشر من بلدة سان نيكاندرو غارغانيكو في إيطاليا.